# Italia insular
La Italia insular corresponde a las grandes islas que, por convención, componen el territorio de Italia y comprende las regiones de Cerdeña y Sicilia.

## Límites
Ambas islas se encuentran en medio del Mediterráneo. Cerdeña situada entre Córcega por el norte y Túnez por el sur, las islas Baleares por el oeste y cruzando el mar Tirreno la región del Lacio en Italia central por el este. Sicilia en cambio está bañada por el norte por el mar Tirreno y el estrecho de Mesina la separa por el este de la península itálica, más concretamente de la región de Calabria en la Italia meridional. Cruzando el Mediterráneo al sudoeste se llega a Túnez y al sur Malta y Libia.

## Generalidades

### Parlamento Europeo
La región de Italia insular corresponde a una circunscripción electoral del Parlamento Europeo, con derecho a 7 escaños, lo que considerando la población de la región corresponde a uno por cada 943 mil habitantes.